# 1946年ラオス制憲議会選挙
1946年ラオス制憲議会選挙（1946ねんラオスこくみんぎかいせんきょ）は、1946年12月15日に執行されたフランス連合ラオスの制憲議会の選挙である。

## 選挙活動
候補者はすべて無所属で出馬した。

## 選挙後
翌1947年5月に憲法を制定し、フランス連合ラオス王国が成立した。